# Beiner
Un beiner era un menestral que tenia com a ofici fer beines i vendre-les. Es troben esmentats, a la documentació dels darrers segles medievals, en relació amb Barcelona, Lleida, etc. A Barcelona, a mitjan segle xv, hi vivien onze beiners.